# Acarí
Acarí es una localidad peruana capital del distrito homónimo ubicado en la provincia de Caravelí en el departamento de Arequipa. Se encuentra a una altitud de 162 m s. n. m. Tenía una población de 3097 hab. en 2017.

## Historia
La ciudad fue fundada como Santiago de Parcos de Acarí el 25 de julio de 1540 por Pedro de Mendoza. 
En 2013 un sismo de 6.9 grados afecto Acarí.

## Clima
El clima de Acarí es desértico. A lo largo del año, cae hay pocas precipitaciones en Acarí. Este clima es considerado BWh según la clasificación climática de Köppen-Geiger. La temperatura aquí es en promedio 20.0 °C. Precipitaciones aquí en promedio es de 3 mm.
| Parámetros climáticos promedio de Acarí | Parámetros climáticos promedio de Acarí | Parámetros climáticos promedio de Acarí | Parámetros climáticos promedio de Acarí | Parámetros climáticos promedio de Acarí | Parámetros climáticos promedio de Acarí | Parámetros climáticos promedio de Acarí | Parámetros climáticos promedio de Acarí | Parámetros climáticos promedio de Acarí | Parámetros climáticos promedio de Acarí | Parámetros climáticos promedio de Acarí | Parámetros climáticos promedio de Acarí | Parámetros climáticos promedio de Acarí | Parámetros climáticos promedio de Acarí |
| Mes                                     | Ene.                                    | Feb.                                    | Mar.                                    | Abr.                                    | May.                                    | Jun.                                    | Jul.                                    | Ago.                                    | Sep.                                    | Oct.                                    | Nov.                                    | Dic.                                    | Anual                                   |
| --------------------------------------- | --------------------------------------- | --------------------------------------- | --------------------------------------- | --------------------------------------- | --------------------------------------- | --------------------------------------- | --------------------------------------- | --------------------------------------- | --------------------------------------- | --------------------------------------- | --------------------------------------- | --------------------------------------- | --------------------------------------- |
| Temp. máx. abs. (°C)                    | 35                                      | 36                                      | 34                                      | 33                                      | 31                                      | 30                                      | 28                                      | 29                                      | 30                                      | 30                                      | 31                                      | 33                                      | 36                                      |
| Temp. máx. media (°C)                   | 27.9                                    | 28.7                                    | 28.0                                    | 26.6                                    | 24.4                                    | 22.6                                    | 21.3                                    | 21.4                                    | 22.7                                    | 23.6                                    | 25.2                                    | 26.7                                    | 24.9                                    |
| Temp. media (°C)                        | 22.9                                    | 23.8                                    | 23.0                                    | 21.5                                    | 19.8                                    | 17.8                                    | 16.7                                    | 16.7                                    | 17.6                                    | 18.6                                    | 20.0                                    | 21.8                                    | 20                                      |
| Temp. mín. media (°C)                   | 18.0                                    | 19.0                                    | 18.1                                    | 16.5                                    | 15.2                                    | 13.1                                    | 12.1                                    | 12.1                                    | 12.6                                    | 13.7                                    | 14.9                                    | 16.9                                    | 15.2                                    |
| Temp. mín. abs. (°C)                    | 15.1                                    | 16.0                                    | 15.9                                    | 12.3                                    | 11.1                                    | 8.1                                     | 7.3                                     | 7.1                                     | 7.9                                     | 8.8                                     | 10.0                                    | 12.1                                    | 7.1                                     |
| Precipitación total (mm)                | 1.0                                     | 1.0                                     | 0.0                                     | 0.0                                     | 0.0                                     | 0.0                                     | 0.0                                     | 0.0                                     | 0.0                                     | 1.0                                     | 0.0                                     | 0.0                                     | 3                                       |
| Fuente: Accuweather, Climate-data.org   |                                         |                                         |                                         |                                         |                                         |                                         |                                         |                                         |                                         |                                         |                                         |                                         |                                         |

## Anexos
- Vijoto
- Chocavento
- El Molino
- Otapara
- Amato
- Huarato
- Machaynioc
- Malco